# 이세계 수어사이드 스쿼드
《이세계 수어사이드 스쿼드》(일본어: 異世界スーサイド・スクワッド 이세카이 스사이도 스쿠왓도[*], 영어: Suicide Squad ISEKAI)는 DC 코믹스의 수어사이드 스쿼드 팀을 기반으로 한 텔레비전 애니메이션이다.
워너 브라더스 재팬이 일본에서 발신하는 완전 신작 오리지널 애니메이션이다.

## 줄거리
A.R.G.U.S.의 국장인 어맨다 월러는 위험한 범죄자 할리 퀸, 클레이페이스, 데드샷, 피스메이커, 킹 샤크로 구성된 팀을 마법과 괴물이 있는 다른 세계로 보내는 임무를 맡긴다. A.R.G.U.S. 요원 릭 플래그가 합류한 이 "수어사이드 스쿼드"는 신화 속 생물뿐만 아니라 자신들보다 먼저 다른 세계로 보내진 다른 슈퍼빌런들과 싸우는 왕국을 지원하는 임무를 맡는다. 그들이 제 시간에 임무를 완수하지 못하거나 도망치려고 하면 그들의 몸에 설치된 폭탄이 폭발한다.

## 등장인물

### 수어사이드 스쿼드
할리 퀸
성우 - 나가세 안나
데드샷
성우 - 야마구치 레이고
피스메이커
성우 - 코야스 타케히토
킹 샤크
성우 - 키무라 스바루
릭 플래그
성우 - 야시로 타쿠
카타나
성우 - 안자이 치카
어맨다 월러
성우 - 쿠지라
조커
성우 - 우메하라 유이치로

### 이세계의 거주자
피오네
성우 - 우에다 레이나
본작의 오리지널 캐릭터. 이세계의 공주.
알도라
성우 - 노토 마미코
본작의 오리지널 캐릭터. 이세계의 여왕.
세실
성우 - 후쿠시마 준
본작의 오리지널 캐릭터. 이세계의 기사단장.

### 빌런
랫캐처
성우 - 우에다 요지
싱커
성우 - 오오츠카 호츄
인챈트리스
성우 - 이토 시즈카
킬러 크록
성우 - 키우치 타로

### 그 외의 등장인물
애덤
성우 - 반 타이토

## 스태프
- 원작 - DC 코믹스
- 감독 - 오사다 에리
- 시리즈 구성·각본 - 나가츠키 탓페이, 우메하라 에이지
- 캐릭터 디자인 원안 - 아마노 아키라
- 캐릭터 디자인 - 호소다 나오토
- 미술 감독 - 미야케 마사카즈
- 색채 설계 - 키바타 미유키
- 촬영 감독 - 양효목
- 편집 - 사이토 아카리
- 음향 감독 - 아케타가와 진
- 음악 - 스에히로 켄이치로
- 음악 제작 - Warner Bros. Japan, ONE MUSIC
- 프로듀서 - 츠루오카 신야
- 애니메이션 프로듀서 - 오오타니 쇼
- 애니메이션 제작 - WIT STUDIO
- 제작 - Warner Bros. Japan

## 주제가
Another World
호테이 토모야스의 작곡·편곡에 의한 오프닝 테마.
Go-Getters
Mori Calliope에 의한 엔딩 테마. 작사는 Mori Calliope, Yuki Tsujimura, 작곡·편곡은 Giga & TeddyLoid.

## 에피소드 목록
| 화수       | 각본                                            | 그림 콘티                                 | 연출                                                    | 작화 감독 | 총작화 감독   | 방송일         |
| ---------- | ----------------------------------------------- | ----------------------------------------- | ------------------------------------------------------- | --- | ------------- | -------------- |
| EPISODE 1  | 우메하라 에이지 나가츠키 탓페이                 | 오사다 에리                               | 오사다 에리                                             | 사오토메 히나 蔡孟書 야마다 신야 蒙晏妮                                                                                                 | 사오토메 히나 | 2024년 7월 6일 |
| EPISODE 2  | 우메하라 에이지 나가츠키 탓페이                 | 나미키 사오                               | 스즈키 쿄헤이                                           | 스기타 요코 아베 타츠야 | 사오토메 히나 | 7월 13일       |
| EPISODE 3  | 우메하라 에이지 나가츠키 탓페이                 | 키자키 후미노리                           | 요코야마 아사카                                         | 사오토메 히나 하마자키 히데키 미사와 세이야 모키 카이토                                                                                 | -             | 7월 20일       |
| EPISODE 4  | 우메하라 에이지 나가츠키 탓페이                 | 호소다 나오토                             | 나카하타 아유미                                         | 미키 토시아키 스기타 요코 오오하라 히로시 카츠 하루나 야마시타 메구미 스튜디오 기가                                                     | 미키 토시아키 | 7월 27일       |
| EPISODE 5  | 우메하라 에이지 나가츠키 탓페이 카와구치 토모미 | 스고로쿠 요네모리 다이키                  | 스고로쿠                                                | 모리타 에이이치 스기타 요코 미사와 세이야 미야와키 나오                                                                                 | -             | 8월 3일        |
| EPISODE 6  | 우메하라 에이지 나가츠키 탓페이                 | 아미 슈지로                               | 아미 슈지로 아와이 시게노리                             | 야마다 신야 이이다 카이 요코야마 아사카 츠시마 유리카 하야시 히사타케 오오하라 히로시 오가와 코지 모리타 에이이치 yohan STUDIO MASSKET  | 노다 야스유키 | 8월 10일       |
| EPISODE 7  | 우메하라 에이지 나가츠키 탓페이                 | 쿠보 유스케                               | 쿠보 유스케                                             | 사오토메 히나 미키 토시아키 MengSu Tsai 야마다 신야 카츠 하루나 湯団 周雨田 우에노 키코 楊鵬 驚樓 hama 劉陳軒                           | 사오토메 히나 | 8월 17일       |
| EPISODE 8  | 우메하라 에이지 나가츠키 탓페이                 | 호소다 나오토                             | 스즈키 쿄헤이 호소다 나오토                             | 스기타 요코 마루야마 유타로 오오하라 히로시 하라다 아스카                                                                               | 하라다 아스카 | 8월 24일       |
| EPISODE 9  | 우메하라 에이지 나가츠키 탓페이 카와구치 토모미 | 양팅무                                    | 아사히 료                                               | 야마다 신야 Calvin Zhong 周雨田 츠지무라 아유무 우에노 키코 카츠 하루나 MengSu Tsai Issac Weston Muhammad Palmer 劉陳軒 廖敏惠 月霊動画 | 하라다 아스카 | 8월 31일       |
| EPISODE 10 | 우메하라 에이지 나가츠키 탓페이                 | 오사다 에리 칸노 요시히로 오오쿠보 마사오 | 오사다 에리 이나모리 마사시 키우치 토시오 아사미 마사오 | 사오토메 히나 아베 타츠야 야마다 신야 야마모토 히로시 STUDIO MASSKET                                                                    | 사오토메 히나 | 9월 7일        |